# Podvornica
Podvornica is een plaats in de gemeente Kravarsko in de Kroatische provincie Zagreb. De plaats telt 87 inwoners (2001).